# ليام براون
ليام براون (بالإنجليزية: Liam Brown)‏ هو لاعب كرة قدم بريطاني، ولد في 7 أبريل 1999 في غلاسكو في المملكة المتحدة. لعب مع نادي ماذرويل.

## وصلات خارجية
- ليام براون على موقع قاعدة بيانات كرة القدم.إي يو (الإنجليزية)
- ليام براون على موقع Soccerbase.com (لاعب) (الإنجليزية)
- ليام براون على موقع Soccerway.com (الإنجليزية)
- ليام براون على موقع عالم كرة القدم.نت (الإنجليزية)